# Апеляційний суд Одеської області
Апеляційний суд Одеської області — колишній загальний суд апеляційної (другої) інстанції, розташований у місті Одесі, юрисдикція якого поширювалася на Одеську область.
Суд здійснював правосуддя до початку роботи Одеського апеляційного суду, що відбулося 3 січня 2019 року.

## Керівництво
Голова суду — Колесніков Григорій Яковлевич
 Заступник голови суду — Дрішлюк Андрій Ігорович
 Заступник голови суду — Джулай Олександр Борисович
 Керівник апарату — Холод Вікторія Володимирівна.

## Показники діяльності у 2015 році
У 2015 році на розгляд надійшло 8298 справ та матеріалів. У провадженні, з урахуванням залишку, перебувало 10408 справ та матеріалів. Задоволено 3573 скарг.
Середня кількість розглянутих справ на одного суддю:
- І півріччя 2015 — 90.8
- ІІ півріччя 2015 — 98.1

Середня тривалість розгляду справи — 69.2 днів.